# جمعية اليد السوداء
جمعية اليد السوداء هي إحدى التنظيمات المسلحة غير النظامية التي نشأت في مصر من أجل مقاومة الاحتلال البريطاني، تأسس من رحم الجهاز السري التابع لثورة 1919 بقيادة عبد الرحمن فهمي، كانت تعرف باسم جماعة الاغتيالات، كانت أولى مهمات تلك الجماعة هي قتل رئيس مجلس الوزراء محمد سعيد باشا، والذي كان يمثل خطر لهم في ذلك الوقت.
كانت فترة ثورة 1919 شهدت حالة من الحراك الوطني في مصر، حيث تأسست حركة «اليد السوداء» و«القمصان الزرقاء» اللتين كانتا يتبعان حزب الوفد، وجماعة «القمصان الخضراء» التي كانت تتبع مصر الفتاة، وبدأت الجماعة السرية مع ثورة 1919 واستلهمت اسمها من تنظيم اليد السوداء الذي انطلق في صربيا إبان الحرب العالمية الأولى، وتم تشكيل مجلس أعلى للاغتيالات وتكوين لجنه رئيسية تضم أعضاء من أهمهم أحمد بك ماهر وعبد اللطيف الصوفانى، مهمتهم تحديد الشخصيات التي من المقرر اغتيالها.
كانت حادثة اغتيال السير لي ستاك بمثابة أكبر ضربة قاصمة للجماعة بعد أن ثبت تورط عدد من أعضاء الجمعية في الحادث وتسببت في مشاكل لحكومة الوفد برئاسة سعد زغلول والتي كانت أول حكومة وطنية وتسبب الحادث في استقالتها، قام البوليس المصري بعدها بعدد من الاعتقالات وهرب العديد من أعضائها بينما بقى الكثير منهم في الخفاء ولم يتم الكشف عنها إلا بعدها بسنوات طويلة.

## تأسيسها
لم يستدل المؤرخون على وقت تأسيس جمعية اليد السوداء حيث لا يوجد أي وثائق تاريخية تثبت ذلك لأنها كانت تعمل في الخفاء، تشير بعض المصادر أن اسم الجمعية «يد السوداء» مستوحى من تنظيم سري حمل نفس الاسم تأسس في عام 1911 في صربيا على يد الضباط السريين الذين قتلوا الملك ألكسندر الأول وزوجته في بلغراد سنة 1903، وهي الجمعية ذاتها التي كان ينتسب إليها الطالب الصربي غافريلو برينسيب الذي تسبّب اغتياله لولي عهد النمسا الأرشيدوق فرانز فرديناند مع زوجته أثناء زيارتهما لسراييفو في 28 يونيو 1914 في اندلاع الحرب العالمية الأولى.
كانت تلك الجمعية تحت رئاسة المحامي عبد الحليم البيلي وأبو شادي بك والشيخ مصطفي القاياتي والشيخ محمود أبو العيون وعدد من الطلبة، وكانت تلك الجمعية ترسل خطابات التهديد إلى السياسيين الرجعيين كيوسف وهبة باشا رئيس وزراء مصر من 19 نوفمبر 1919 حتى 20 مايو 1920 الذي أرسلت إليه الجمعية خطاب تهديد مكتوب بالحبر الأحمر القاني وعليه علامة اليد السوداء ومدفع وكلمة الفدائيين.
وبحسب كتاب (أبطال الجهاز السري لثورة 1919) للكاتب صبري أبو المجد أن هُناك طالب يُدعى «سيد باشا» درس بمدرسة المعلمين وانضم مع زملائه إلى جماعة ثورية عقب القبض على سعد زغلول وأنه كان مؤسس جماعة «اليد السوداء»، وكان سبيلُه في ذلك عقد الصداقات مع عدد من عمال السكة الحديد، ليستخدم ورش ومصانع السكة الحديد في تصنيع قنابل بدائية تمامًا، يمكنها العمل من خلال وضع مواد كيماوية تؤدى إلى الانفجار.
كانت الجماعة تعمل على توريد القنابل والأسلحة لكثير من عمليات الجهاز السري للثورة، كان عبارة عن مسدس ثم تطور الأمر إلى 4 مسدسات و4 قنابل، ولكن ذلك لم يكُن كافيًا لمواجهة التطور الإنجليزي الهائل آنذاك.
لم تقتصر مهمة «سيد» على التوريد، بل استطاع صُنع أول سلاح في الثورة، لسدّ ثغرة المقاومة أمام الإنجليز، حيث شكَّل لجنة برفقة أحمد عبد الحي كيرة، وفكروا في زيادة الأسلحة عن طريق تصنيع القنابل كيميائيًا، فأحضروا كتابًا باللغة الانغليزية، وعكفوا على دراسته وترجمته، ثم أحضروا المواد اللازمة لتصنيع أول قنبلة في ثورة 1919.

## نشاطها
في ترجمة المؤرخ أحمد قاسم لعلي الحدّاد أحد أعضاء التنظيم أنه كان لصيقًا باثنين هما النقراشي وأحمد ماهر والأخير كان مساعد عبد الرحمن فهمي مؤسس ومدير الجهاز السري وكان من أدوار أحمد ماهر  تجنيد الشباب وإلحاقه باليد السوداء، التي صعدت من نشاطها بتدبير الإغتيالات السياسية عقب إصدار المحكمة العسكرية إحكامًا بالإعدام على 51 مصريًا في المنيا وأسيوط، ونفذت الحكم 34 منهم بينهم البكباشي محمد كامل المأمور الذي قاد ثورة أسيوط، بالإضافة لإعدام 3 مصريين قادوا ثورة الوسطي بالفيوم.
قال مصطفى أمين: ليس في مراسلات سعد زغلول مع عبد الرحمن فهمي، ما يدل أن سعد هو الموعز بهذه الإغتيالات، ولكن في الوقت نفسه لا نجد في تعليمات سعد زغلول السرية كلمة واحدة عن إنه لا يوافق على هذه الإغتيالات، بل أن صيغة الرسائل السرية التي كان يرسلها عبد الرحمن فهمي تدل على أنه يحمل بشري سارة إلى قائد ثورة 1919، وأنه يطلق على الذي حاول إغتيال رئيس الوزراء بأنه يتقد حمية وطنية.
كانت جماعة اليد السوداء تقوم بإرسال خطابات التهديد للسياسيين ـــ الذين إعتبرتهم الثورة موالين للإنجليز، ومولت اليد السوداء أنشطتها بجمع الأموال، فقد كان للجمعية نظامًا منظمًا ضد الإنجليز، وكون أعضاء اليد السوداء لجان داخلية، وتوعدت اللجنة الأولي وهددت الموظفين والتجاّر بالقتل إذ لم يشاركوا في الإضراب بغلق متاجرهم.

## التنظيم الداخلي
كان لجماعة اليد السوداء عدة لجان وهي لجنة الدفاع الوطني، واللجنة المستعجلة حيث تتولى كتابة منشورات سريعة بأمر من عبد الرحمن فهمى، واللجنة التنفيذية العليا والذي يتكون من لجنة رئيسية مهمتها تحديد الشخصيات التي من المقرر إغتيالها.

## أشهر أعضائها
أشتهر الجماعة بإنضمام العديد من الشخصيات المعروفة أو التي صارت معروفة فيما بعد، ومن أبرزهم زعيم الجماعة عبد الرحمن فهمي وأحمد ماهر والنقراشي وإبراهيم عبد الهادي الذين صاروا رؤساء وزارات في مصر لاحقاً، كما أنضم أيضاً صحفيون ومنهم عباس العقاد، هناك أيضاً أعضاء من الجماعة نالوا قدراً من الشهرة ومنهم: أحمد عبد الحي كيرة ودولت فهمي وعبد القادر شحاتة والذي برز أسمهم في كتب وأعمال فنية.

## حادثة السير لي ستاك
شهدت الساحة السياسية عام 1924 ذروة الاحتقان بعدما تكرر الصدام بين رئيس الوزراء سعد زغلول باشا والملك فؤاد الأول، كانت المسألة السودانية هي الإطار الخلفى لهذا المشهد وكانت الجماهير الغاضبة في السودان وقتها تهتف بوحدة مصر والسودان بينما كانت السلطات الإنجليزية ترغب في فصل مصر عن السودان، ولهذا تألفت حركة وطنية بالسودان لدعم موقف سعد زغلول في مواجهة المحتل البريطانى للبلدين وحملت الحركة اسم «اللواء الأبيض» بقيادة الضابط السودانى على عبد اللطيف.
نشرت مجلة «اللطائف المصورة» إن الأزمة بين سعد زغلول الذي رفض فصل مصر عن السودان من جانب وبين الملك والاحتلال من الجانب الآخر، دفعت سعد إلى تقديم استقالته للملك في 29 يونيو 1924، لكن الملك رفضها وتم اعتقال على عبد اللطيف بتهمة التآمر على قلب نظام الحكم وأودع المعتقل، كان اغتيال السير لى ستاك هو الحدث الأكبر الذي هز مصر وبريطانيا معا في 23 نوفمبر 1924 وقد وقع الحادث الجلل في الساعة الثانية بعد الظهر من يوم الأربعاء 19 نوفمبر بعدما خرج سردار الجيش المصرى وحاكم السودان من مكتبه بوزارة الحربية قاصدا بيته في الزمالك بعد انتهاء عمله تربص له خمسة أشخاص وألقوا قنبلة بالقرب من سيارته وأطلقوا 7 رصاصات أصابت السردار بجرح خطير في بطنه، وإصابة الياور والسائق بإصابات خطيرة، وتوفى السردار منتصف الليلة التالية للحادث، وكان الجناة قد فروا وتم القبض على سائق السيارة التي كانت تنتظرهم.
نشرت الصحف تفاصيل الحادث ونص بيان سعد باشا زغلول الموجه للأمة الذي وصف فيه الواقعة بأنها من أشد الفظائع وأشنعها ومن أسوئها أثرا على سمعة البلاد وشهرتها، وقد وضع الحادث حكومة سعد زغلول في مأزق وناشد المصريين بأن كل من يعرف شيئا عليه أن يقدمه إلى إدارة الأمن العام، وتم القبض على سائق السيارة الأجرة التي كان يستقلها الجناة الذي ذكر أنهم ركبوا بصفتهم ركابا عاديين.
بعدها استقالت حكومة سعد زغلول وترأس الوزارة الجديدة أحمد باشا زيور، وحمل فيها إسماعيل صدقى باشا حقيبة وزارة الداخلية التي اعلنت عن مكافأة 10 آلاف جنيه للإرشاد عن أي من المنفذين، وتم إلقاء القبض على ثمانية أشخاص كانوا ينتمي بعضهم لجمعية اليد اليد السوداء، وحكمت عليهم المحكمة بالإعدام شنقا.

## ال .....احمد عبد الحي كيره سافر الي اسطنبول في تركيا وبعدها تم القبض علي عبدالقادر شحاته الشهير ب عبد القادر الجن ثم تدخلت دولت فهمي (أحد أعضاء منظمه اليد السوداء ) وقالت إنه كان يبيت عندها عندما وقعت الحادثه وهي قتل أحد القاده الانجليزي وخرج عبد القادر من السجن ثم علم أهل دولت بما حدث (أن رجل كان يبيت عندها ) وبعتوا لها تليجراف أن أمها تحتضر فسافرت الي المنيا لتجد امها سليمه ولكن اخوها قتلها بعد ما علم هو الآخر و كان هناك صديق لهم اتحبس ثم قال أسماؤهم خرج من السجن وعرض علي عبد القادر الذهاب الي تركيا لكيره فوافق وذهبوا إليه ووقع صديقهم بلسانه علي أنه يعرف اشياء عن كيره لااحد يعرفها سوي عبد القادر فعرفوا وكان جميع الحاضرين في المكان جواسيس له فقتلوهم جميعا ثم قتل عبد القادر الجاسوس زميلهم واتصاب كيره ومات ومات كل اعضاء المنظمه ما عدا عبد القادر الجن وربي ولد كيره معه وزوجه حتي غار الاحتلال عن مصرمصادر
1. ↑  "ساسة ومقاتلون: حركات العنف في مصر قبل ثورة 23 يوليو". إضاءات. 7 مارس 2018. مؤرشف من الأصل في 2022-10-15. اطلع عليه بتاريخ 2022-08-05.
2. ↑  الوفد. "عمدة صعيدي عضواً في جماعة إغتيالات.. من ضحايا علي الحدّاد؟". الوفد. مؤرشف من الأصل في 2022-08-05. اطلع عليه بتاريخ 2022-08-05.
3. ↑  "الجمعيات السرية.. من «المدارس العليا» إلى «بلاك بلوك» | المصري اليوم". www.almasryalyoum.com. مؤرشف من الأصل في 2022-08-05. اطلع عليه بتاريخ 2022-08-05.